# Placodoma
Placodoma é um gênero de mariposa pertencente à família Acrolophidae.